# Jesse Joensuu
Jesse Joensuu, född 5 oktober 1987 i Björneborg, Finland, är en finländsk professionell ishockeyspelare som spelar för Jokerit i KHL. 
Han fick sitt genombrott säsongen 2007-08 i finska Ässät då han gjorde 35 poäng (varav 17 mål) på 56 spelade matcher, vilket var det bästa i laget. Säsongen 2011-12 spelade han för HV71. Joensuu har även spelat 129 matcher sammanlagt för NHL-lagen New York Islanders och Edmonton Oilers. 